# Obras de Robert Burns
Durante sua vida, o poeta escocês Robert Burns escreveu centenas de poemas e canções. Dentre seus poemas estão epístolas, epitáfios, epigramas e sonetos.
1. A Bard's Epitaph
2. A Bottle And Friend
3. A Dedication
4. A Dream
5. A Fiddler In The North
6. A Grace After Dinner, Extempore
7. A Grace Before Dinner, Extempore
8. A Health To Ane I Loe Dear
9. A Lass Wi' A Tocher
10. A Man's A Man For A' That
11. A Mother's Lament For the Death of Her Son.
12. A New Psalm For The Chapel Of Kilmarnock
13. A Poet's Welcome To His Love-Begotten Daughter 1
14. A Red, Red Rose
15. A Rose-Bud By My Early Walk
16. A Stanza Added In A Mason Lodge
17. A Tippling Ballad
18. A Vision
19. A Waukrife Minnie
20. A Winter Night
21. Adam Armour's Prayer
22. Address Of Beelzebub
23. Address Spoken by Miss Fontenelle on her Benefit Night, December 4th, 1793, at the Theatre, Dumfries.
24. Address To A Haggis
25. Address To Edinburgh
26. Address To The Deil
27. Address To The Shade Of Thomson
28. Address To The Toothache
29. Address To The Unco Guid, Or The Rigidly Righteous
30. Address To The Woodlark
31. Address To Wm. Tytler, Esq., Of Woodhouselee
32. Ae Fond Kiss, And Then We Sever
33. Ah, Woe Is Me, My Mother Dear
34. Altho' He Has Left Me
35. Anna, Thy Charms
36. Another [Epigram On The Said Occasion... On A Henpecked Country Squire]
37. Apology For Declining An Invitation To Dine
38. Auld Lang Syne
39. Auld Rob Morris
40. Awa' Whigs, Awa'
41. Ballad On The American War
42. Ballads on Mr. Heron's Election, 1795
43. Bannocks O' Bear Meal
44. Behold The Hour, The Boat Arrive
45. Behold, My Love, How Green The Groves
46. Bessy And Her Spinnin' Wheel
47. Beware O' Bonie Ann
48. Birthday Ode For 31st December, 1787^1
49. Blythe Hae I been On Yon Hill
50. Blythe Was She 1
51. Bonie Dundee
52. Bonie Jean-A Ballad
53. Bonie Peg-a-Ramsay
54. Bonie Peggy Alison
55. Braving Angry Winter's Storms
56. Braw Lads O' Galla Water
57. Burlesque Lament For The Absence Of William Creech, Publisher
58. By Allan Stream
59. Ca' The Yowes To The Knowes
60. Caledonia -A Ballad
61. Canst Thou Leave Me Thus, My Katie
62. Carle, An The King Come
63. Castle Gordon
64. Charlie, He's My Darling
65. Clarinda, Mistress Of My Soul
66. Come, Let Me Take Thee To My Breast
67. Complimentary Epigram On Maria Riddell
68. Complimentary Versicles To Jessie Lewars
69. Compliments Of John Syme Of Ryedale
70. Composed In Spring
71. Contented Wi' Little And Cantie Wi' Mair
72. Craigieburn Wood
73. Crowdie Ever Mair
74. Dainty Davie
75. Damon And Sylvia
76. Death And Dying Words Of Poor Mailie, The Author's Only Pet Yowe., The. An Unco Mournfu' Tale
77. Death and Doctor Hornbook
78. Delia, An Ode
79. Deluded Swain, The Pleasure
80. Despondency: An Ode
81. Divine Service In The Kirk Of Lamington
82. Does Haughty Gaul Invasion Threat?
83. Down The Burn, Davie
84. Duncan Davison
85. Duncan Gray
86. Election Ballad
87. Election Ballad For Westerha'
88. Elegy On "Stella"
89. Elegy On Captain Matthew Henderson
90. Elegy On The Death Of Robert Ruisseaux 1
91. Elegy On The Death Of Sir James Hunter Blair
92. Elegy On The Late Miss Burnet Of Monboddo
93. Elegy On The Year 1788
94. Elegy On Willie Nicol's Mare
95. Epigram Addressed To An Artist
96. Epigram At Brownhill Inn 1
97. Epigram At Roslin Inn
98. Epigram On A Country Laird,
99. Epigram On Francis Grose The Antiquary
100. Epigram On Miss Davies
101. Epigram On Mr. James Gracie
102. Epigram On Parting With A Kind Host In The Highlands
103. Epigram On Rough Roads
104. Epigram On Seeing Miss Fontenelle In A Favourite Character
105. Epigram On The Laird Of Laggan
106. Epigram On The Said Occasion [On A Henpecked Country Squire]
107. Epigram To Miss Ainslie In Church
108. Epigram To Miss Jean Scott
109. Epigrams Against The Earl Of Galloway
110. Epistle From Esopus To Maria
111. Epistle To A Young Friend
112. Epistle To Colonel De Peyster
113. Epistle To Davie, A Brother Poet
114. Epistle To Dr. Blacklock
115. Epistle To Hugh Parker
116. Epistle To J. Lapraik, An Old Scottish Bard
117. Epistle To James Smith
118. Epistle To James Tennant Of Glenconner
119. Epistle To John Goldie, In Kilmarnock
120. Epistle To John Maxwell, ESQ., Of Terraughty
121. Epistle To John Rankine
122. Epistle To Major Logan
123. Epistle To Mrs. Scott
124. Epistle To Robert Graham, Esq., Of Fintry
125. Epistle To The Rev. John M'math
126. Epitaph For Gavin Hamilton, Esq.
127. Epitaph For James Smith
128. Epitaph For Mr. Gabriel Richardson
129. Epitaph For Mr. W. Cruikshank 1
130. Epitaph For Mr. Walter Riddell
131. Epitaph For Mr. William Michie
132. Epitaph For Robert Aiken, Esq.
133. Epitaph For William Nicol, Of The High School, Edinburgh
134. Epitaph On "Wee Johnie"
135. Epitaph On A Lap-Dog Named Echo
136. Epitaph On A Noted Coxcomb
137. Epitaph On Holy Willie
138. Epitaph On John Dove, Innkeeper
139. Epitaph On John Rankine
140. Epitaph On Wm. Hood, Senr., In Tarbolton
141. Esteem For Chloris
142. Extemporaneous Effusion
143. Extempore In The Court Of Session
144. Extempore On Some Commemorations Of Thomson
145. Extempore Reply To An Invitation
146. Fairest Maid On Devon Banks
147. Farewell Song To The Banks Of Ayr
148. Farewell Thou Stream
149. Farewell To Ballochmyle
150. Farewell To Eliza
151. Fickle Fortune
152. First Six Verses Of The Ninetieth Psalm Versified, The
153. For A' That 1
154. For The Sake O' Somebody
155. Forlorn, My Love, No Comfort Near
156. Frae The Friends And Land I Love
157. Fragment Of Song
158. Go On, Sweet Bird, And Sooth My Care
159. Grace After Meat
160. Grace Before And After Meat
161. Green Grow The Rashes
162. Gude Ale Keeps The Heart Aboon
163. Gudewife, Count The Lawin
164. Had I A Cave
165. Had I The Wyte? She Bade Me
166. Halloween 1
167. Handsome Nell 1
168. Her Answer
169. Here's A Health To Them That's Awa
170. Here's His Health In Water
171. Here's To Thy Health
172. Hey, Ca' Thro' - Boat song
173. Hey, The Dusty Miller
174. Highland Harry Back Again
175. Highland Mary
176. Holy Willie's Prayer
177. Home.
178. How Cruel Are The Parents
179. How Lang And Dreary Is The Night
180. I Dream'd I Lay
181. I Gaed A Waefu' Gate Yestreen
182. I Hae Been At Crookieden
183. I Hae a Wife O' My Ain
184. I Love My Love In Secret
185. I Murder Hate
186. I Reign In Jeanie's Bosom
187. I do Confess Thou Art Sae Fair
188. I'll Aye Ca' In By Yon Town
189. I'll Go And Be A Sodger
190. I'll Meet Thee On The Lea Rig
191. I'm O'er Young To Marry Yet
192. Impromptu Lines To Captain Riddell
193. Impromptu On Carron Iron Works
194. Impromptu On General Dumourier's Desertion From The French Republican Army
195. In The Character Of A Ruined Farmer
196. In The Prospect Of Death
197. Inconstancy In Love
198. Inscribed On A Work Of Hannah More's
199. Inscription
200. Inscription At Friars' Carse Hermitage
201. Inscription For An Altar Of Independence
202. Inscription For The Headstone Of Fergusson The Poet^1
203. Inscription To Miss Graham Of Fintry
204. Inscription To Miss Jessy Lewars
205. It Is Na, Jean, Thy Bonie Face
206. It Was A' For Our Rightfu' King
207. Jamie, Come Try Me
208. Jerusalem Tavern, Dumfries.
209. Jockey's Taen The Parting Kiss
210. John Anderson, My Jo
211. John Barleycorn: A Ballad
212. Johnie Lad, Cock Up Your Beaver
213. Kellyburn Braes
214. Kirk and State Excisemen
215. Lady Mary Ann
216. Lady Onlie, Honest Lucky
217. Lament For James, Earl Of Glencairn
218. Lament Of Mary, Queen Of Scots, On The Approach Of Spring
219. Lass Of Cessnock Banks, The^1
220. Lassie Wi' The Lint-White Locks
221. Leezie Lindsay
222. Lines Inscribed In A Lady's Pocket Almanac
223. Lines On Fergusson, The Poet
224. Lines On Meeting With Lord Daer 1
225. Lines On The Author's Death
226. Lines On The Commemoration Of Rodney's Victory
227. Lines On The Fall Of Fyers Near Loch-Ness.
228. Lines Sent To Sir John Whiteford, Bart
229. Lines To An Old Sweetheart
230. Lines To A Gentleman
231. Lines To John M'Murdo, Esq. Of Drumlanrig
232. Lines To Mr. John Kennedy
233. Lines Written In Friars'-Carse Hermitage
234. Lines Written On A Banknote
235. Lines Written Under The Picture Of The Celebrated Miss Burns
236. Logan Braes
237. Lord Gregory
238. Love For Love
239. Love In The Guise Of Friendship
240. Lovely Polly Stewart
241. Lovely Young Jessie
242. M'Pherson's Farewell
243. Mally's Meek, Mally's Sweet
244. Man Was Made To Mourn: A Dirge
245. Mark Yonder Pomp Of Costly Fashion
246. Mary Morison
247. Masonic Song
248. Meg O' The Mill
249. Merry Hae I Been Teethin A Heckle
250. Monody
251. Montgomerie's Peggy
252. Motto Prefixed To The Author's First Publication
253. Mr. William Smellie -A Sketch
254. My Bonie Bell
255. My Bonie Mary
256. My Collier Laddie
257. My Eppie Adair
258. My Eppie Macnab
259. My Father Was A Farmer
260. My Girl She's Airy
261. My Heart's In The Highlands
262. My Highland Lassie, O
263. My Hoggie
264. My Lord A-Hunting
265. My Love, She's But A Lassie Yet
266. My Nanie's Awa
267. My Nanie, O
268. My Native Land Sae Far Awa
269. My Peggy's Charms
270. My Spouse Nancy
271. My Tocher's The Jewel
272. My Wife's A Winsome Wee Thing
273. Nature's Law - A Poem
274. News, Lassies, News
275. Nithsdale's Welcome Hame
276. No Churchman Am I
277. O Aye My Wife She Dang Me
278. O Bonie Was Yon Rosy Brier
279. O Can Ye Labour Lea?
280. O For Ane An' Twenty, Tam
281. O Kenmure's On And Awa, Willie
282. O Lay Thy Loof In Mine, Lass
283. O Leave Novels^1
284. O Let Me In Thes Ae Night
285. O May, Thy Morn
286. O Steer Her Up An' Haud Her Gaun
287. O That's The Lassie O' My Heart
288. O Thou Dread Power
289. O Tibbie, I Hae Seen The Day
290. O Wat Ye Wha's In Yon Town
291. O Were My Love Yon Lilac Fair
292. O Wert Thou In The Cauld Blast
293. O, Were I On Parnassus Hill
294. Ode For General Washington's Birthday
295. Ode On The Departed Regency Bill
296. Ode, Sacred To The Memory Of Mrs. Oswald Of Auchencruive
297. Of A' The Airts The Wind Can Blaw^1
298. On An Innkeeper Nicknamed "The Marquis"
299. On A Bank Of Flowers
300. On A Henpecked Country Squire
301. On A Noisy Polemic
302. On A Scotch Bard, Gone To The West Indies
303. On A Suicide
304. On A Swearing Coxcomb
305. On Andrew Turner
306. On Being Shewn A Beautiful Country Seat
307. On Capt. Lascelles
308. On Chloris
309. On Chloris Being Ill
310. On Commissary Goldie's Brains
311. On Elphinstone's Translation Of Martial's Epigrams
312. On Glenriddell's Fox Breaking His Chain
313. On Hearing It Asserted Falsehood
314. On James Grieve, Laird Of Boghead, Tarbolton
315. On John Bushby, Esq., Tinwald Downs
316. On Mrs. Riddell's Birthday
317. On My Ever Honoured Father
318. On My Own Friend And My Father's Friend, Wm. Muir In Tarbolton Mill
319. On Politics
320. On Scaring Some Water-Fowl In Loch-Turit
321. On Seeing Mrs. Kemble In Yarico
322. On Sensibility
323. On Tam The Chapman
324. On The Birth Of A Posthumous Child
325. On The Death Of John M'Leod, Esq,
326. On The Death Of Robert Dundas, Esq., Of Arniston,
327. On The Late Captain Grose's Peregrinations Thro' Scotland
328. On The Seas And Far Away
329. On Wm. Graham, Esq., Of Mossknowe
330. One Night As I Did Wander
331. Open The Door To Me, Oh
332. Out Over The Forth
333. Paraphrase Of The First Psalm
334. Pegasus At Wanlockhead
335. Phillis The Fair
336. Phillis The Queen O' The Fair
337. Philly And Willy
338. Pinned To Mrs. Walter Riddell's Carriage
339. Ploughman's Life, The
340. Poem On Pastoral Poetry
341. Poem On Sensibility
342. Poor Mailie's Elegy
343. Poortith Cauld And Restless Love
344. Presentation Stanzas To Correspondents
345. Pretty Peg
346. Prologue
347. Prologue Spoken At The Theatre Of Dumfries
348. Raging Fortune
349. Rantin', Rovin' Robin
350. Rattlin', Roarin' Willie^1
351. Raving Winds Around Her Blowing
352. Remorse
353. Remorseful Apology
354. Reply To An Announcement By J. Rankine
355. Reply To A Trimming Epistle Received From A Tailor
356. Robert Bruce's March To Bannockburn
357. Robin Shure In Hairst
358. Ronalds Of The Bennals, The
359. Sappho Redivivus
360. Saw Ye Bonie Lesley
361. Saw Ye My Dear, My Philly
362. Scotch Drink
363. Scots' Prologue For Mr. Sutherland
364. Scroggam, My Dearie
365. Second Epistle To J. Lapraik
366. Second Epistle To Robert Graham, ESQ., Of Fintry
367. Second Epistle to Davie
368. She Says She Loes Me Best Of A'
369. She's Fair And Fause
370. Sic A Wife As Willie Had
371. Sketch -New Year's Day [1790]
372. Sketch In Verse
373. Song Composed In August
374. Song Inscribed To Alexander Cunningham
375. Sonnet On Receiving A Favour
376. Sonnet On The Death Of Robert Riddell
377. Sonnet Written On The Author's Birthday,
378. Stanzas On Naething
379. Stanzas On The Same Occasion [Prospect of Death]
380. Stay My Charmer
381. Strathallan's Lament^1
382. Such A Parcel Of Rogues In A Nation
383. Sweet Afton
384. Sweet Tibbie Dunbar
385. Sylvander To Clarinda^1
386. Talk Of Him That's Far Awa
387. Tam Glen
388. Tam O' Shanter
389. Tam Samson's Elegy
390. Tarbolton Lasses, The
391. Thanksgiving For A National Victory
392. The Kirk Of Scotland's Alarm
393. The Auld Farmer's New-Year-Morning Salutation To His Auld Mare, Maggie
394. The Author's Earnest Cry And Prayer
395. The Banks O' Doon
396. The Banks Of Nith
397. The Banks Of The Devon
398. The Bard At Inverary
399. The Battle Of Sherramuir
400. The Belles Of Mauchline
401. The Birks Of Aberfeldy
402. The Bonie Lad That's Far Awa
403. The Bonie Lass Of Albany 1
404. The Bonie Moor-Hen
405. The Bonie Wee Thing
406. The Book-Worms
407. The Braes O' Killiecrankie
408. The Braw Wooer
409. The Brigs Of Ayr
410. The Calf
411. The Captain's Lady
412. The Captive Ribband
413. The Cardin O't, The Spinnin O't
414. The Charming Month Of May
415. The Charms Of Lovely Davies
416. The Chevalier's Lament
417. The Cooper O' Cuddy
418. The Cotter's Saturday Night
419. The Country Lass
420. The Day Returns
421. The Dean Of Faculty
422. The Deil's Awa Wi' The Exciseman
423. The Deuks Dang O'er My Daddie
424. The Epitaph
425. The Fall Of The Leaf
426. The Farewell
427. The Farewell To the Brethren of St. James' Lodge, Tarbolton
428. The Fete Champetre
429. The Five Carlins
430. The Flowery Banks Of Cree
431. The Gallant Weaver
432. The Gard'ner Wi' His Paidle
433. The Gowden Locks Of Anna
434. The Henpecked Husband
435. The Highland Balou
436. The Highland Widow's Lament
437. The Holy Fair 1
438. The Humble Petition Of Bruar Water
439. The Inventory 1
440. The Jolly Beggars: A Cantata 1
441. The Keekin'-Glass
442. The Lad They Ca'Jumpin John
443. The Laddie's Dear Sel'
444. The Lament
445. The Lass O' Ballochmyle
446. The Lass O' Ecclefechan
447. The Lass That Made The Bed To Me
448. The Last Time I Came O'er The Moor
449. The Libeller's Self-Reproof 1
450. The Lovely Lass O' Inverness
451. The Lover's Morning Salute To His Mistress
452. The Mauchline Lady
453. The Minstrel At Lincluden
454. The Ordination
455. The Parting Kiss
456. The Poet's Progress
457. The Poet's Reply To The Threat Of A Censorious Critic
458. The Posie
459. The Rantin' Dog, The Daddie O't
460. The Raptures Of Folly
461. The Rights Of Woman
462. The Rigs O' Barley
463. The Slave's Lament
464. The Soldier's Return
465. The Solemn League And Covenant
466. The Song Of Death
467. The Tear-Drop
468. The Toadeater
469. The Trogger.
470. The True Loyal Natives
471. The Twa Dogs 1
472. The Twa Herds; Or, The Holy Tulyie
473. The Vision
474. The Weary Pund O' Tow
475. The Whistle -A Ballad
476. The Winter It Is Past
477. The Winter Of Life
478. The Wounded Hare
479. The Wren's Nest
480. The Young Highland Rover
481. Their Groves O'Sweet Myrtle
482. Theniel Menzies' Bonie Mary
483. There Was A Bonie Lass
484. There'll Never Be Peace Till Jamie Comes Hame
485. Thine Am I, My Faithful Fair
486. Third Epistle To J. Lapraik
487. This Is No My Ain Lassie
488. Tho' Cruel Fate Should Bid Us Part
489. Thomson's Edward and Eleanora.
490. Thou Fair Eliza
491. Thou Gloomy December
492. Thou Hast Left Me Ever, Jamie
493. To A Louse
494. To A Mountain Daisy
495. To A Mouse, On Turning Her Up In Her Nest With The Plough
496. To Alex. Cunningham, ESQ., Writer
497. To Daunton Me
498. To Dr. Maxwell
499. To Gavin Hamilton, Esq., Mauchline,
500. To John Kennedy, Dumfries House
501. To Mary In Heaven
502. To Miss Cruickshank, a very Young Lady
503. To Miss Ferrier
504. To Miss Logan, With Beattie's Poems, For A New-Year's Gift, Jan. 1, 1787
505. To Mr. M'Adam, Of Craigen-Gillan
506. To Ruin
507. To The Beautiful Miss Eliza J-N
508. To The Weavers Gin Ye Go
509. Tragic Fragment
510. Twas Na Her Bonie Blue E'e
511. Under The Pressure Of Violent Anguish
512. Up In The Morning Early
513. Verses Intended To Be Written Below A Noble Earl's Picture^1
514. Verses On Captain Grose
515. Verses On The Destruction Of The Woods Near Drumlanrig
516. Verses To Clarinda
517. Verses To Collector Mitchell
518. Verses Written With A Pencil Over the Chimney-piece in the Parlour of the Inn at Kenmore, Taymouth.
519. Versicles On Sign-Posts
520. Versified Note To Dr. Mackenzie, Mauchline
521. Versified Reply To An Invitation
522. Wandering Willie
523. Wandering Willie
524. Wee Willie Gray
525. Wha Is That At My Bower-Door
526. What Can A Young Lassie Do Wi' An Auld Man
527. When She Cam' Ben She Bobbed
528. Where Are The Joys I have Met?
529. Whistle O'er The Lave O't
530. Whistle, And I'll Come To You, My Lad
531. Why, Why Tell The Lover
532. Will Ye Go To The Indies, My Mary?
533. Willie Brew'd A Peck O' Maut^1
534. Willie Chalmers
535. Wilt Thou Be My Dearie?
536. Winter: A Dirge
537. Written By Somebody On The Window Of an Inn at Stirling, on seeing the Royal Palace in ruin.
538. Written In Friars Carse Hermitage
539. Ye Jacobites By Name
540. Yon Wild Mossy Mountains
541. You're Welcome, Willie Stewart
542. Young Jamie, Pride Of A' The Plain
543. Young Jockie Was The Blythest Lad
544. Young Peggy Blooms